# Species III
 Species III és una pel·lícula estatunidenca dirigida per Brad Turner i estrenada el 2004 directament en vídeo.

## Argument
Eve dona a llum a Sara (Sunny Mabrey), filla de Patrick (astronauta infectat amb ADN alienígena) i de la mateixa Eve (Natasha Henstridge) que és el clon de Sil, una criatura creada en laboratori barreja d'ADN humà i alienígena, sent Sara la combinació més perfecta entre tots dos ADN i, per tant, pràcticament indestructible. El soldat de l'exèrcit que transporta el camió amb el cadàver de Eve i un altre nen alienígena sense saber-ho, segresta a Sara i la cria a la seva casa amb la finalitat d'estudiar la seva espècie per crear una espècie superior com un treball científic. Per això compta amb l'ajuda d'un alumne seu de la universitat que s'enamora de Sara i desitgen aparellar-se, però l'alumne sap que si ho fa posarà en perill l'espècie humana. Sara pot aparellar-se amb altres aliens "mestissos" també, però tots resulten ser molt perillosos i malalts, ja que són descendents del nen aliens fugit,  que han crescut defectuosos i vulnerables a les malalties humanes.
Sara és perseguida per aquests "mestissos", que intenten trobar en ella la solució als seus defectes genètics mitjançant uns òvuls que ella posseeix atès que ella és l'única que no té aquests defectes. No obstant això acaben impedint-t'ho i aquests mestissos moren.
El jove alumne universitari, coneixedor que Sara no tindrà cap company d'espècie i que possiblement viurà fins a 400 anys, decideix crear, a partir de l'ADN dels mestissos, una nova criatura home, estèril, per evitar que pugui apariar-se i que no tingui els errors genètics que en produïen la mort. Quan aquest arriba a la fase adulta, els deixa marxar perquè facin una vida independent.

## Repartiment
- Robin Dunne: Dean
- Robert Knepper: Dr. Abbot
- Sunny Mabrey: Sara
- Amelia Cooke: Amelia
- John Paul Pitoc: Hastings
- Michael Warren: Agent Wasach
- Christopher Neame: Dr. Nicholas Turner
- Patricia Bethune: Colleen
- Joel Stoffer: Portus
- James Leo Ryan: Yosef
- Savanna Fields: Sara, de nen
- Natasha Henstridge: Eve

## Al voltant de la pel·lícula
- Michael Madsen és absent de la pel·lícula, contràriament a les dues primeres de la saga.

## La saga
- Species, espècie mortal (Species) de Roger Donaldson (1995)
- Species 2, espècie mortal 2 (Species II) de Peter Medak (1998)
- Species III de Brad Turner (2004)
- Species IV de Nick Lyon (2007)